# Ciudades de piedra
Las ciudades de piedra, son formaciones rocosas ubicadas en la ciudad de San José del Guaviare, resultado de la erosión eólica. Las piedras poseen múltiples formas y según la subjetividad del espectador, se pueden apreciar enormes ballenas, aves, hongos, cuevas, perfiles de humanos y hasta imágenes que generan miedo, creando mitos extraterrestres. Las ciudades de piedra, están compuestas por 5 sitios: ciudad perdida, ciudad perdida, murallas, puertas de Orión y puentes naturales.